# Чёрная сапота
Чёрная сапота (лат. Diospyros nigra) — вечнозелёное плодовое дерево рода Хурма семейства Эбеновые (Ebenaceae).

## Распространение
Родина растения — низменности Южной Мексики и Гватемалы, где она часто культивируется. В настоящее время она интродуцирована и выращивается в Бразилии, на Филиппинах, Антильских островах, Гавайских островах и Маврикии.

## Описание
Красивое вечнозелёное медленнорастущее дерево до 25 м высотой, с чёрной корой и с эллиптическо-продолговатыми ланцетовидными кожистыми глянцевыми листьями, с заострённым концом, 10—30 см длиной.
Цветки трубчатые белые, 1—1,6 см диаметром, с постоянной зелёной чашечкой, со слабым ароматом Гардении.
Плод сферической формы вначале ярко-зелёный и блестящий, 5—12,5 см диаметром, с волнистой чашечкой 4—5 см диаметром, прикрывающей его сверху. При созревании плода гладкая тонкая зелёная кожица становится коричнево-зелёной, затем грязно-зелёной. Внутри плода содержится глянцевая чёрно-бурая, почти чёрная, желеобразная мягкая сладкая, со слабым ароматом, мякоть с 1—10 плоскими коричневыми семенами, 2—2,5 см длиной. Иногда встречаются бессемянные плоды.

## Использование
Мякоть спелых плодов съедобна в свежем виде. Она мягкая и напоминает по вкусу шоколадный пудинг. Она используется также в качестве наполнителя для пирогов и печенья, добавляется в молочные коктейли и мороженое, сбраживается в алкогольные напитки.

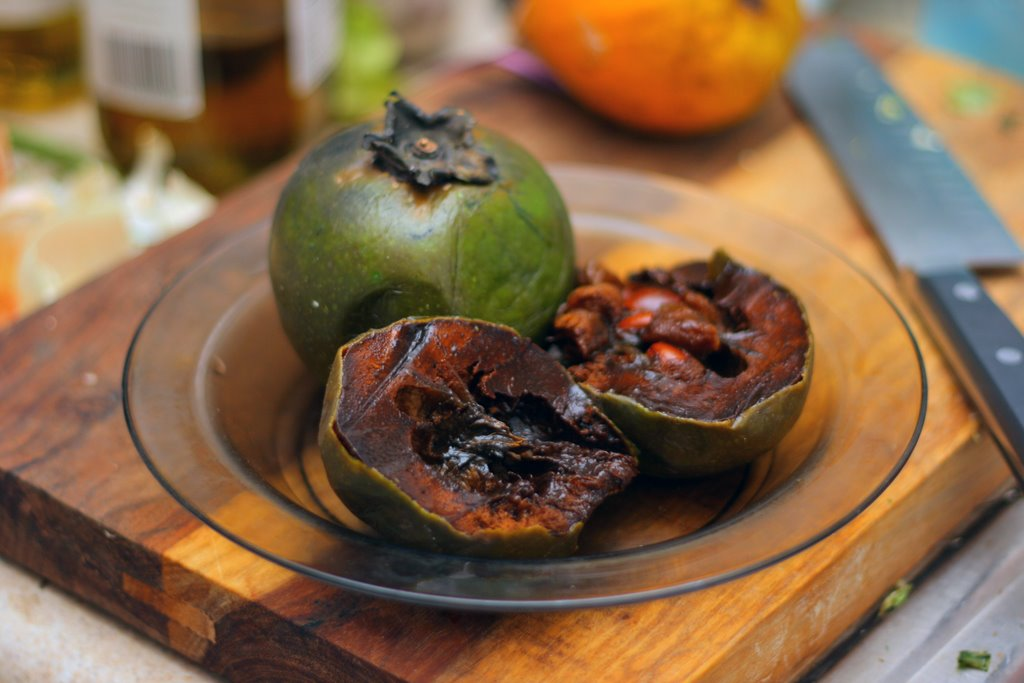
Плоды

Отвар листьев используется, как жаропонижающее и вяжущее средство. Мятая кора и листья используется в припарках от проказы, стригущего лишая и некоторых других кожных заболеваний.

## История

### Применение у ацтеков
В своём фундаментальном произведении «Общая история дел Новой Испании» (1547—1577) Бернардино де Саагун, опираясь на сведения ацтеков о свойствах растений, привел различные сведения о чёрной сапоте, в частности о том, что:

Есть другие деревья, которые называются тотолькуитлацапутль: они растут в жарком краю. Их плоды называются так же. Они большие, снаружи зеленые, а внутри черные, очень сладкие, и очень хороши для еды. Есть другие деревья, которые называются теконцапутль. Их плоды по величине с сердце барана, у них шершавая и жесткая кожица, красные внутри, они очень сладкие, и очень хороши для еды. А косточки — черные, очень красивые и блестящие.

## Название
Название вида на русском языке может звучать как «Хурма чёрная», известны и другие русские названия: Шоколадная хурма, Чёрное яблоко.
Названия растения на других языках: англ. Black persimmon, англ. Black sapote, англ. Chocolate pudding fruit, фр. Barbacoa, фр. Barbaquois, фр. Ébènier des Antilles, фр. Sapote noire, нем. Ebenholzbaum, нем. Schwarze Sapote, порт. Ébano das Antilhas, исп. Ébeno agrio, исп. Guayabota, исп. Matasano de mico, исп. Sapote negro, исп. Zapote de mico, исп. Zapote negro.